# Langues en Arménie
La langue officielle de l'Arménie est l'arménien, qui est la langue maternelle de 98 % des habitants du pays.

## Statistiques

### Langues maternelles
| Langue               | Population | %      |
| -------------------- | ---------- | ------ |
| Arménien             | 2 956 615  | 97,94  |
| Kurmandji            | 30 973     | 1,03   |
| Russe                | 23 484     | 0,78   |
| Assyrien             | 2 402      | 0,08   |
| Kurde                | 2 030      | 0,07   |
| Ukrainien            | 733        | 0,02   |
| Anglais              | 491        | 0,02   |
| Géorgien             | 455        | 0,02   |
| Persan               | 397        | 0,01   |
| Grec                 | 332        | 0,01   |
| Autre                | 913        | 0,03   |
| A refusé de répondre | 29         | 0,00   |
| Total                | 3 018 854  | 100,00 |

### Arménien
L'arménien est la langue officielle du pays.

### Russe
Le russe est une langue ayant une présence conséquente en Arménie. Les Arméniens scolarisés avant 1991, et scolarisés pendant l'ère Soviétique parlent souvent très bien le Russe, qui était enseigné obligatoirement dès l'école primaire, et souvent, dès la maternelle.   

### Anglais
L'anglais est une langue ayant une présence conséquente en Arménie. L'anglais s'est surtout très développé après 1991, et l'indépendance du pays.

### Français
Le français est une langue ayant une certaine présence en Arménie,,.
En 2010, on estimait le nombre de francophones à 20 000 (0,6 % de la population totale arménienne) et le nombre de francophones partiels à 180 000 (6 % de la population totale arménienne).
En 2010, 25,4 % des élèves du primaire, 9,6 % des élèves du secondaire et 16,5 % des étudiants apprenaient le français comme deuxième ou troisième langue.
Cet attachement à la langue française s'explique en partie par une francophilie présente de longue date au sein des élites arméniennes. Ainsi, au dix-neuvième siècle, les théoriciens du nationalisme arménien se sont beaucoup inspirés des philosophes des Lumières français et de la Révolution française. De plus, cette place de la langue française s'explique aussi par la place importante de la diaspora arménienne dans les pays francophones tel que la France, la Belgique ou le Canada. Enfin, le français est associé à une langue de prestige dans le cadre de l'enseignement supérieur, notamment pour les études de droit : ainsi, l'Université Française en Arménie basée à Erevan est une des universités les plus prisées du pays, en partie en raison de l'effondrement de l'enseignement supérieur public après la dislocation de l'URSS.

### Sur Internet
Langues d'édition de Wikipédia (%, 2013) :
| Arménien | 78 |
| Russe    | 13 |
| Anglais  | 7  |

Langues de consultation de Wikipédia (%, 2013) :
| Russe    | 53 |
| Anglais  | 27 |
| Arménien | 17 |

Langues des sites en .am (%, 2015) :
| Anglais  | 60 |
| Arménien | 22 |
| Russe    | 14 |

Langues d'interface d'Avast! (%, 2015), : 
| Russe   | 83 |
| Anglais | 16 |
| Autres  | 1  |

Langues d'interface de Google Arménie, : 1. Arménien, 2. Russe